# Torquigener pleurogramma
Torquigener pleurogramma е вид лъчеперка от семейство Tetraodontidae. Видът не е застрашен от изчезване.

## Разпространение и местообитание
Разпространен е в Австралия (Виктория, Западна Австралия, Лорд Хау, Нов Южен Уелс и Южна Австралия).
Обитава полусолени водоеми и морета. Среща се на дълбочина от 0,8 до 30 m, при температура на водата около 20,8 °C и соленост 35,6 ‰.

## Описание
На дължина достигат до 21 cm.